# Dryopteris fibrillosa
Dryopteris fibrillosa là một loài thực vật có mạch trong họ Dryopteridaceae. Loài này được (Baker) H. Christ miêu tả khoa học đầu tiên năm 1905.